# Wolfgang Pfahl
Wolfgang Pfahl (* 23. Juni 1947 in Bremerhaven; † 24. Dezember 2021) war ein deutscher Politiker (CDU) und Abgeordneter der Bremischen Bürgerschaft.

## Biografie

### Ausbildung und Beruf
Pfahl schloss eine Lehre als Feinmechaniker als Facharbeiter ab. Anschließend diente er vier Jahre in der Luftwaffe und wurde dort zum Flugzeugmechaniker ausgebildet. Hieran schloss eine Tätigkeit in der Handelsmarine auf Großer Fahrt an. 1978 trat Wolfgang Pfahl in das Dienstleistungsunternehmen Mister Minit ein. Dort erfolgte zunächst eine Ausbildung zum Schuhmacher, zunächst mit Gesellenbrief, später mit Meisterbrief. Nach vier Semestern auf der Abendschule konnte er sich weiterhin zum Betriebswirt des Handwerks qualifizieren. Wolfgang Pfahl war Trainer für Schließanlagen, Schlüsseltechnik und Gravuren.

### Politik
Pfahl war seit 1989 Mitglied im Kreisvorstand der CDU Bremerhaven, im Vorstand des Stadtbezirksverbandes Geestemünde seiner Partei sowie Landesdelegierter der CDU.
Wolfgang Pfahl gehörte der Bremischen Bürgerschaft mit einer kurzen Unterbrechung vom 7. Juni 2003 bis zum 7. Juli 2003 seit dem 31. Oktober 1997 an. Zum Ende der Wahlperiode schied er 2007 aus. Er war zuletzt vertreten im Ausschuss für Angelegenheiten der Häfen im Lande Bremen und im Landesjugendhilfeausschuss, sowie in der staatlichen Deputation für Umwelt und Energie.